# Fox Family Worldwide
Fox Family Worldwide a été fondée en 1996 à la suite de la fusion entre les chaînes Fox Kids et Saban Entertainment comme un partenariat à 50-50 entre News Corporation et la société d'Haim Saban. 
En 1997, la Fox Broadcasting Company rachète la chaîne Family Channel fondée en 1976 par Pat Robertson et l'intègre au groupe Fox Family Worldwide aux côtés des chaînes Fox Kids.
Le 23 juillet 2001, Disney-ABC rachète le groupe Fox Family Worldwide pour 5,3 milliards de $ qui la renomma ABC Family plus tard. 
Disney a lancé une campagne pour rebaptiser les différentes entités
- Fox Family, une chaîne généraliste de programmes pour un public familial est devenue ABC Family
- Fox Kids Europe est devenu Jetix Europe, un groupe de chaînes internationale.
- Fox Kids Network' fut renommée aux États-Unis ABC Kids Network le 14 septembre 2001 et associée à Disney Channel.
- Fox Kids USA est devenu un bloc de programme baptisé Jetix sur les chaînes ABC Family et Toon Disney.